# August Fourès
August Fourès (Castelnaudary/Castelnou-d'Arri, Aude 1840 - ? 1894) fue un poeta francés en lengua occitana. 
Hijo de un juez de comercio, fue periodista y director del Petit Toulosain, a la vez que colaboraba con otras revistas meridionales, como L'En-tracte (1866), La Investigateur (1867), Méphistotélès (1868), Midi Artiste, La Fraternité de Carcassonne (1869) y L'Echo de Marseille (1870). 
Combinó la poesía popular con un cierto refinamiento, procedente de Victor Hugo, su producción fue escrita en un lenguaje vigoroso y puro. Comprometido con la lengua y considerado un felibre rojo, era defensor del albigenismo como símbolo de identidad meridional y anticlerical, así como del denominado Felibre latino, impulsor de la identidad latina. El 1892 fundó la Escolo Moundino con Lois-Xavier de Ricard y Antonin Perbosc.

## Obra
- La croux de l'inoundaciou (1875)
- Les grilhs (1885)
- Les cants del soulelh (1891)
- La muso silvestro (1896).

- Datos: Q2871210
- Multimedia: Auguste Fourès / Q2871210